# Casa Capețiană de Anjou

Blazonul Casei de Anjou

Casa de Anjou a fost familia dinastică europeană descendentă din Carol I al Neapolelui (1226-1285). Acesta a primit în anul 1246 de la fratele său, regele Ludovic al IX-lea al Franței, domeniul feudal de Anjou, de la care provine numele dinastiei.
Membrii Casei de Anjou se numesc angevini. Prima reședință a acestora a fost Castel Sant'Elmo din Napoli.